# Ruud Gullit
Ruud Gullit  (Amszterdam, 1962. szeptember 1. –) Európa-bajnok, Aranylabdás holland válogatott labdarúgó, edző.

## Személyes adatai
Magassága: 191 cm.
Tömege: 88 kg.
Gyerekeinek száma: hat
Feleségei: 
- Estelle Gullit (2000. június 3-ától)  ebben a házasságában 2 gyereke született
- Cristina Pensa (1994 – 2000. május) ebben a házasságában 2 gyereke született
- Yvonne de Vries (1984 – 1991) ebben a házasságában 2 gyereke született

## Sportpályafutása
Amszterdamban született, labdarúgó pályafutása a Haarlamben  kezdődött, mielőtt még a Feyenoord sztárja nem lett, majd a PSV Eindhoven-ben folytatta pályafutását.
Silvio Berlusconi a PSV-től a játékost megvásárolta az AC Milan számára. A legendás Milan játékosaként együtt játszott honfitársaival Marco van Basten-nel  és Frank Rijkaard-al, valamint olasz világklasszisokkal is, mint Paolo Maldini és Franco Baresi. 1987-ben Aranylabdát kapott, BEK-győztes csapat tagja volt 1989-ben és 1990-ben.
Helye a csapataiban a kapus pozíción kívül széles skálán, támadó, és védő játékosként is megvalósult. Közép-hátvéd, középpálya, és támadóként is egyaránt megfordult, valamennyi poszton sikeresen.
Labdarúgó pályafutása Angliában folytatódott, majd visszavonulása után edzőként folytatta futballsikereit.
A holland nemzeti válogatottban 66 mérkőzést játszott, melyeken 16 gólt szerzett.
Jellegzetesen afro-frizurát viselt, reggae-dalokat énekelt lemezre, valamint néhány filmszerepben is feltűnt.
Holland, német, francia, olasz és angol nyelven beszél.

### Klubjai játékosként
- Haarlem (1979-1982): 91 mérkőzés, 32 gól
- Feyenoord (1982-1985): 85 mérkőzés, 30 gól
- PSV Eindhoven (1985-1987): 68 mérkőzés, 46 gól
- AC Milan (1987-1993): 117 mérkőzés, 35 gól
- Sampdoria (1993-1994): 31 mérkőzés 15 gól
- AC Milan (1994): 8 mérkőzés, 3 gól
- Sampdoria (1994-1995): 29 mérkőzés, 9 gól
- Chelsea (1995-1996): 49 mérkőzés, 4 gól

### Klubjai edzőként
- Chelsea (1996-1998)
- Newcastle United (1999)
- Feyenoord (2004-2005)
- Los Angeles Galaxy 2007-2008

### Eredményei
- Holland bajnoki cím és holland kupagyőzelem: 1984 (Feyenoord)
- Holland bajnoki cím: 1986 és 1987 (PSV Eindhoven)
- Az év labdarúgója Hollandiában: 1986 és 1987 (PSV Eindhoven)
- Aranylabda: 1987 (1988-ban Marco van Basten (holland, Milan), mögött második helyet kapott)
- World Soccer – Év játékosa (1987, 1989)
- Világkupa-győzelem: 1989, 1990 (AC Milan)
- Európai szuperkupa-győzelem: 1989, 1990 (AC Milan)
- Bajnokcsapatok Európa-kupája-győzelem: 1989 és 1990 (AC Milan)
- Olasz bajnoki cím: 1988, 1992 és 1993 (AC Milan)
- Európa-bajnok: 1988 (Hollandia)
- Olaszkupa-győzelem: 1994 (Sampdoria)
- Angolkupa-győzelem: 1997 (Chelsea, mint edző)

Válogatott mérkőzésen Svájc ellen mutatkozott be, 1981. szeptember 1-jén, 19. születésnapján.